# Argyrolobium

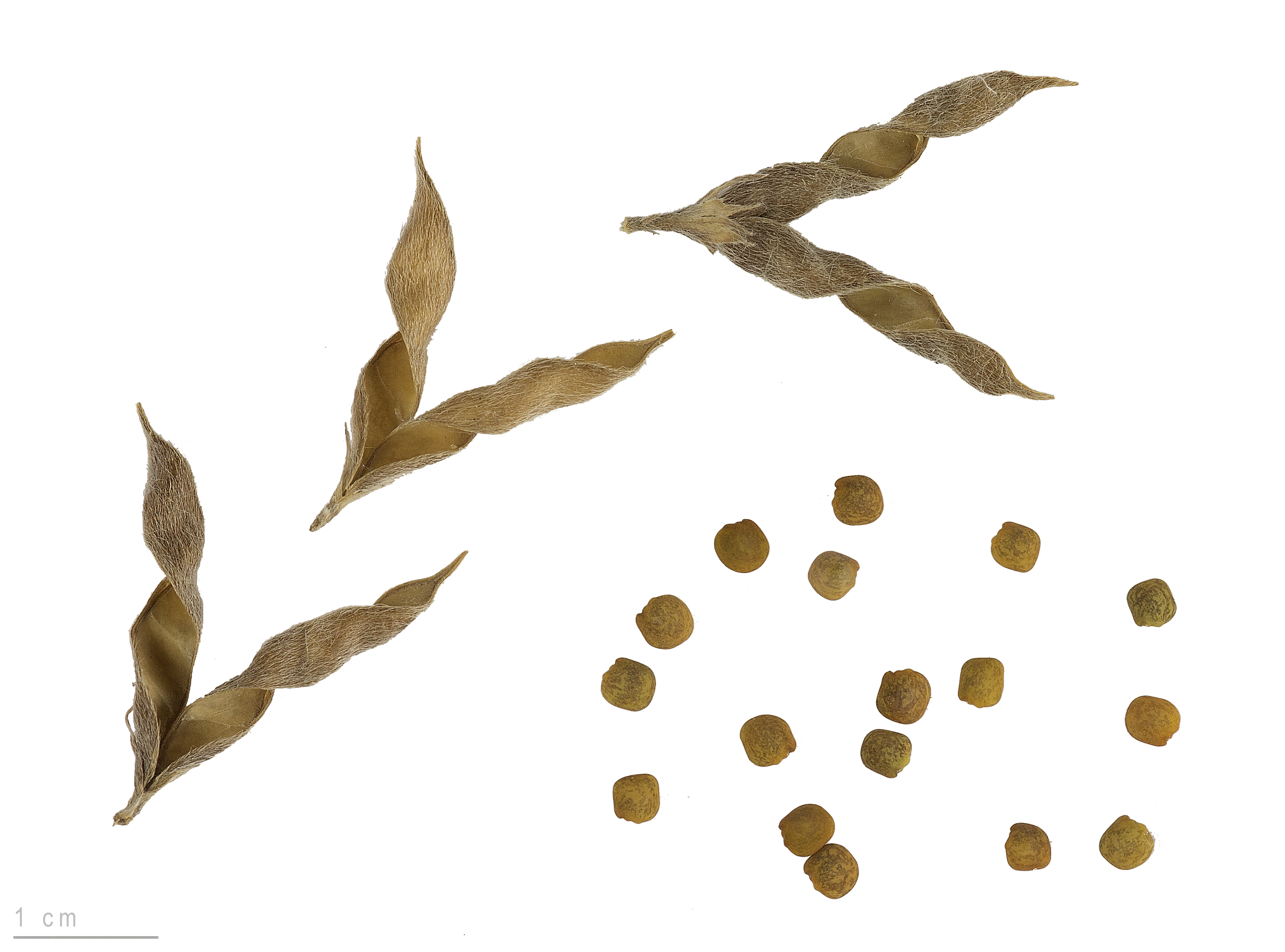
Argyrolobium zanonii

Argyrolobium là một chi thực vật có hoa trong họ Fabaceae. Nó thuộc phân họ Faboideae.